# Comuna de Troszyn
Troszyn (polaco: Gmina Troszyn) é uma gminy (comuna) na Polónia, na voivodia de Mazóvia e no condado de Ostrołęcki. A sede do condado é a cidade de Troszyn.
De acordo com os censos de 2004, a comuna tem 4895 habitantes, com uma densidade 31,3 hab/km².

## Área
Estende-se por uma área de 156,31 km², incluindo:
- área agrícola: 76%
- área florestal: 15%

## Demografia
Dados de 30 de Junho 2004:
|                      | Total   | Total | Mulheres | Mulheres | Homens  | Homens |
| -------------------- | ------- | ----- | -------- | -------- | ------- | ------ |
|                      | pessoas | %     | pessoas  | %        | pessoas | %      |
| População            | 4895    | 100   | 2443     | 49,9     | 2452    | 50,1   |
| Densidade (pop./km²) | 31,3    | 100   | 15,6     | 15,6     | 15,7    | 15,7   |

De acordo com dados de 2002, o rendimento médio per capita ascendia a 1372,01 zł.

## Subdivisões
- Borowce, Budne, Choromany, Chrostowo, Dąbek, Dzbenin, Grucele, Stare Janki-Rabędy, Janochy, Kamionowo, Kleczkowo, Kurpie Dworskie, Kurpie Szlacheckie, Łątczyn, Mieczki-Abramy, Mieczki-Poziemaki, Mieczki-Ziemaki, Milewo-Łosie, Milewo-Tosie, Milewo Wielkie, Ojcewo, Opęchowo, Puchały, Radgoszcz-Aleksandrowo, Repki, Rostki, Sawały, Siemiątkowo, Troszyn, Trzaski, Wysocarz, Zamość, Zapieczne, Zawady, Żyźniewo.

## Comunas vizinhas
- Czerwin, Miastkowo, Rzekuń, Śniadowo

<div class